# Olacapato
Olacapato es una pequeña localidad de la provincia de Salta, dentro del Departamento Los Andes, Argentina.
La localidad se encuentra formada por un caserío de adobe, una capilla y la escuela. Está ubicada a la vera de la línea del Ramal C14 del Ferrocarril General Belgrano, cuyo servicio fue interrumpido en la década de 1990, y en cercanías de la ruta nacional N.º 51, a 2.5 km al norte de Olacapato Chico y a 45 km al oeste de San Antonio de los Cobres. Es una de las localidades más altas de Argentina, con 4.090 m s.n.m.

## Características de la localidad
Olacapato presenta las características propias de los pequeños poblados del Altiplano, con clima árido, veranos moderados e inviernos rigurosos y una gran amplitud térmica que produce diferencias de hasta 30 °C en un solo día. La localidad se encuentra en un valle rodeado de un cordón montañoso de volcanes inactivos y cerros de más de 5000 m de altura, en cercanías del Salar de Cauchari. 
El poblado se caracteriza por sus viviendas de construcción espontánea, adaptadas a las condiciones climáticas.
Se estima que en el año 2015 en la localidad y en las zonas aledañas vivían unas 500 personas, muchas de las cuales se dedican a la actividad minera de extracción de litio en los salares cercanos.
La fauna típica de la región son las alpacas, las vicuñas , los guanacos y las llamas.

## Población
Contaba con 186 habitantes (Indec, 2001). En el censo anterior de 1991 figuraba como población rural dispersa. Actualmente figura como una localidad de la Provincia de Salta, aunque está en permanente discusión con la Provincia de Jujuy por su soberanía, debido a que esta se encuentra en zona fronteriza. Según la cartografía del Instituto Geográfico Nacional Olacapato pertenece a la provincia de Jujuy. No obstante, su administración corresponde a la provincia de Salta.
Olacapato cuenta con la escuela pública de nivel primario N° 4600 “Mayor Juan Carlos Leonetti” a la que concurren alrededor de 70 niños. La rigurosidad del clima determina que esta escuela, al igual que otras del departamento de Los Andes desarrolle su actividad con la modalidad conocida como "Régimen de verano", con un ciclo lectivo que se extiende desde fines de agosto hasta mediados de junio.